# スピードウェイ広島サーキット
座標: 北緯34度31分50.15秒 東経133度13分12.63秒 / 北緯34.5305972度 東経133.2201750度

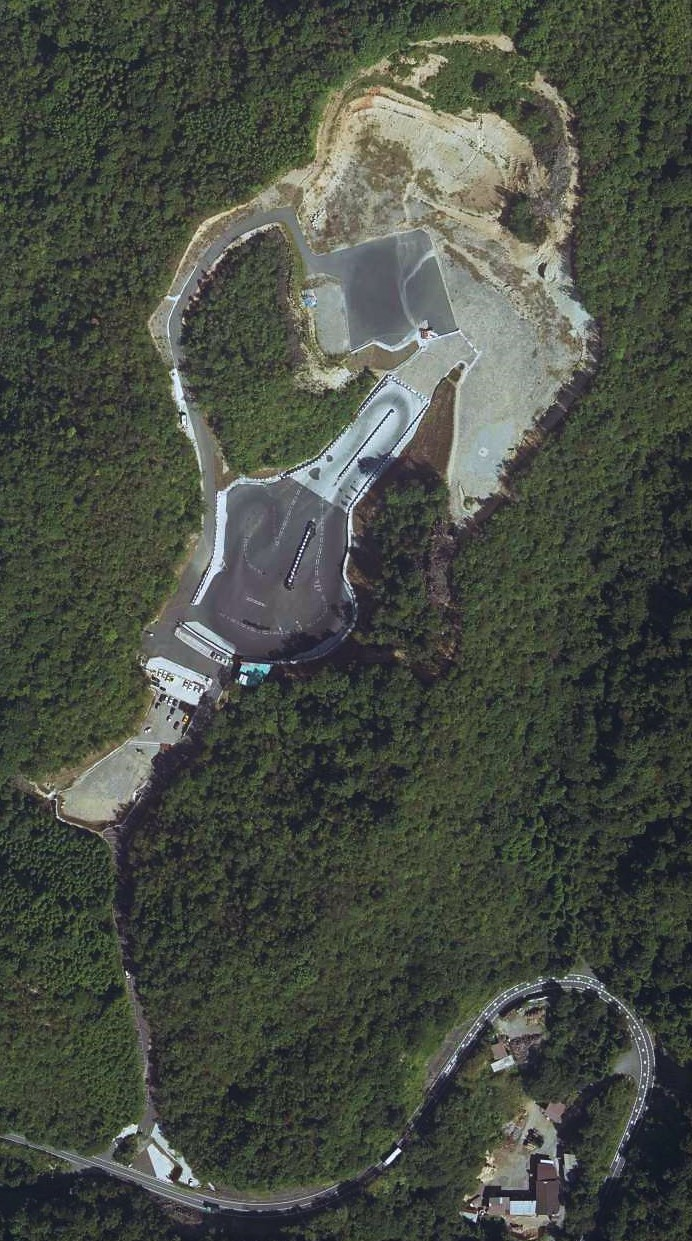
営業していた頃の衛星写真

スピードウェイ広島サーキット（すぴーどうえいひろしまさーきっと）は、広島県尾道市御調町仁野にあったサーキット。森林を無許可開発して設置されており尾道市より行政指導を受け、原状復帰を求められている。

## 概要
福山市と尾道市の市境の峠を上りきった近辺にあったサーキット。元々は1974年から1976年にかけて福山市土地開発公社が食肉センター建設するために購入した。食肉センターは周囲自治体で共同利用する予定であったが実現に至らず、その後、所有権は福山市土地開発公社から福山市の管轄となった。それを福山市内の自動車整備会社「H.D.O」が購入し、ミニサーキットとして整備して2009年8月1日にオープンしたものである。付近には商店やガソリンスタンドはなく、買い物や給油を済ませてから来場する必要があった。
ドリフトを中心としつつ、ミニバイク・モタード・カートやラジコンカーの走行にも使用できた。全長は680mと短いコースであったが、コース幅はドリフト走行の為に12.5 - 18mを確保していた。走行に際しては特別なライセンスや講習は必要なく、貸し切り枠が入ってなければ自由に走行することが出来た。第8コーナーは急勾配の斜面（最大斜度30％）に設置されており、第8コーナーまでは上り、コーナー後は一転して下りとなっていて、コースの大きな特徴となっていた。

## 閉鎖
2012年1月28日をもって閉鎖。閉鎖理由について、オーナーでありH.D.O代表で元D1グランプリ選手の板倉日出生は、「売り上げはちゃんとあったんですよ。でも、設計に納得できなくなった。改造するレベルで済まなそうだったので一度リセットする為に休止しただけ。」と語った
閉鎖後はアスファルトが剥がされ、2018年に営業再開へ向けて再整備を着工。設計や工事はほとんど板倉やH.D.Oの社員が行っている。2019年にはドリフト天国において再整備の現状が特集され、来年中にはオープンしたいと板倉が取材に対し答えているが、3年後の2022年に同誌で再び特集が行われた際にも、コースやピットなどの設備はまだ設置されていない状況であった。なお、敷地内の数箇所には高い架台の上にソーラーパネルが設置されており、営業再開時にはその一部がピットエリアの屋根を兼ねる計画である。

## 無許可開発と指導
敷地は元々1ヘクタール以下の面積であったため、森林開発の許可は不要であったが、周辺の森林を無許可で造成する森林法違法行為を行い敷地を7ヘクタールまでに拡大させた。違反行為の確認した尾道市は無許可開発中止や山林の復旧、調整池の整備を口頭と文書で繰り返し求めてきた。現地での立会指導も行われ、これら指導によって植林や調整池の設置が行われたが、しばらくすると木がなくなり調整池の規模や位置が変わったとされる。敷地の大部分は、土壌が露出したまま放置され、地元の「仁野環境を守る会」によると大雨が降ると数百メートル離れた仁野川まで土砂が流出して川の水が濁るなどの影響が出ているという。2024年2月、尾道市は刑事告発を念頭においた文書指導を初めて実施した。地元住民が求めている土砂流出対策も早急に施工するよう求めた。事業者が応じず山林復旧などを行政代執行すれば数億円かかるとされる。

## 主な設備
- コンプレッサー・2柱リフト・タイヤチェンジャー[2]
- 水洗トイレ・救護室・審査委員室[2]
- コントロールタワー・自動販売機[2]
- 駐車場（パドック：50台、観戦者用：200台）[2]
- 自動計測器（レンタル）[2]

## 走行料金（当時）
- 体験走行 - 5周500円
- ジムカーナ・ドリフト - 通常：6000円、夜間：4000円（会員価格あり）[6]
- ミニバイク・モタード - 通常：4000円、夜間：3000円（会員価格あり）[6]

## 営業時間（当時）
- 走行時間　9:00～17:00（ゲートオープンは8:00）
- ナイター走行がある場合は、23:00まで営業していた。
- 休業日は元旦と毎週木曜日であるが、団体予約が有る場合は木曜日も営業。
- 2011年6月より平日は予約時のみとなるなど、営業時間が短縮されていた。

## アクセス
- 山陽自動車道福山西ICより約18km。松永バイパス経由県道48号線を北上し県道396号線（御調方面）に入り約3分。